# Opłot-MO (system aktywnej obrony)
Opłot-MO – niezrealizowany radziecki system obrony aktywnej, przeznaczony dla czołgów T-54, T-55 i T-10, którego celem było niszczenie nadlatujących przeciwpancernych pocisków kierowanych lub pocisków kumulacyjnych wystrzeliwanych z granatników przeciwpancernych.

## Historia
Prace nad systemem rozpoczęły się w 1959 roku, gdy po fiasku wcześniejszego projektu, opartego na ładunkach kumulacyjnych małej mocy umieszczonych na pancerzu chronionego pojazdu, których selektywna detonacja miała niszczyć uderzające w ochronne fartuchy czołgu pociski przeciwpancerne, rozpoczęto prace nad systemem wykorzystującym małokalibrową broń lufową. Według teoretycznych obliczeń do osiągnięcia 80% prawdopodobieństwa zniszczenia nadlatującego kierowanego pocisku przeciwpancernego lub pocisku z granatnika, potrzebny jest system strzelecki o kalibrze 14,5 mm, dysponujący szybkostrzelnością rzędu 9000 pocisków/minutę, mogący pokryć strefę na dystansie od 20 do 200 metrów od chronionego w ten sposób pojazdu. Teoretyczne obliczenia miały zostać, decyzją rządową z 18 lutego 1960 roku, sprawdzone w praktyce. Zobowiązano wówczas Akademię Wojsk Pancernych, Instytut Lotniczy w Kazaniu oraz instytut badawczy pojazdów mechanicznych WNII-100 z ówczesnego Leningradu, do opracowania systemu Opłot-MO. System miał składać się z sześciolufowego karabinu maszynowego opracowywanego w Instytucie Badawczym numer 61 (NII-61) oraz radiolokatora wykrywającego i śledzącego nadlatujące pociski. Całość miała ważyć nie więcej 500 kg, pracować w trybie automatycznym i być przeznaczona do obrony czołgów T-54, T-55 i T-10. Efektorową cześć miano montować na obrotnicy na włazie ładowniczego czołgu. Do realizacji projektu nie doszło. Wstępne plany projektowe nad karabinem zarzucono a prac nad systemem radiolokatora nawet nie podjęto.